# 罗素法庭

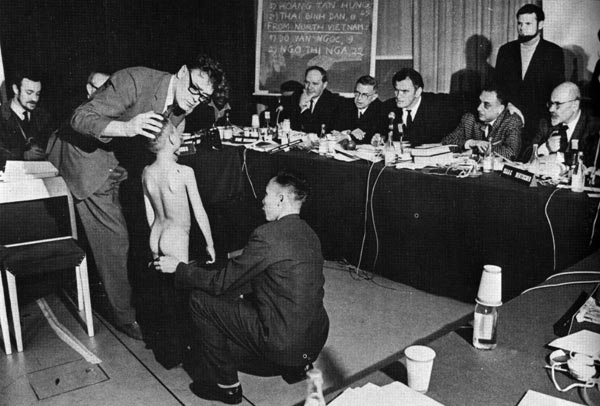
羅素法庭在斯德哥爾摩檢查一名越南男孩遭凝固汽油彈造成的傷害

罗素法庭（英語：Russell Tribunal），亦称国际战争罪法庭或罗素-萨特法庭，是一个由英国哲学家伯特兰·罗素组建，法国哲学家、剧作家让-保罗·萨特主持的，在道义上和国际法层面上对越战中美軍的暴行作出审判的机构，是西方国家历史上公共知识分子的一次著名运动，并由一系列后续法庭所继承。
此法庭调查并评估美国对越政策和军事干预、1954年奠边府战役中法軍的失利以及南北越的分裂。其组成人员还包括肯·科茨、拉尔夫·斯科恩曼和其他诸多人士。
伯特兰.罗素以下面这段话为此机构的座右铭：
如若某些暴行是罪恶的，无论他们的发出者是美国抑或德国，它们都是罪恶的。——纽伦堡战犯审判首席检察官罗伯特·H·杰克逊法官
1966年，随着罗素的《发生在越南的战争罪行》的出版，这个调查性机构很快建立起来。罗素法庭组建于1966年11月，并于1967年在瑞典斯德哥尔摩和丹麦根本哈根两次开庭。它在美国遭遇了很大的忽视，被认为是无效的、有偏见的作秀。
2003年，由史蒂夫.拉蒙执导的电影《罗素法庭》上映。

## 组成和分支
来自18个国家的代表参与进了该法庭的两次开庭中，他们常自称为国际战争罪法庭。法庭委员会由25名来自左翼和平组织的著名人物组成。他们中的很多是诺贝尔奖、勇敢勋章或人道主义和社会领域奖励的获得者。25人的陪审团中并无来自越南和美国的正式代表，但其中有两位成员是美国批评家。
越南人对畅销书《从邪恶中释放我们》的反应在庭审期间引起了很大关注，此书出版于1956年，以揭露暴行自居。美国海军军医托马斯.安东尼.杜雷在书中记叙了自己在“迁向自由”行动中的经历，该行动把大约九万名越南人从北越迁到了南越。这本小书中包含了大量不实的共产主义者对这些难民所施的暴行。其中最骇人听闻的虚假部分描述了共产党人照着“铁海棠”的样子，将钉子钉入越南天主教牧师的头颅。
三十余人向法庭作证或提供信息。他们中有来自美国和越南各派别的军方人员。法庭的资金来源多样，包括胡志明应罗素要求令北约政府提供的捐助金。
罗素法庭被拉美第二罗素法庭承袭下来，分别于1974、1975、1976年在罗马、布鲁塞尔和罗马三次开会，主要处理巴西和智利事务。
罗素第二法庭闭庭之际宣布成立了新的三家机构：国际人权与自由基金会、国际人权与自由联盟以及常设人民法庭。
1979年6月23日，常设人民法庭成立于意大利波伦亚。从那时到1984年4月前，此法庭两次公布了针对西撒哈拉和厄立特里亚的建议，并八次开庭（分别针对阿根廷、菲律宾、萨尔瓦多、阿富汗第一次、阿富汗第二次、东帝汶、扎伊尔和危地马拉）最后一次审判结束1983年1月结束于马德里。
1984年4月13到16日，针对亚美尼亚种族大屠杀召开了一次特别审判。这次审判的三十五人陪审团中包括三位诺贝尔奖获得者——肖恩.马克布莱德、阿道夫.皮尔茨.伊斯科维和乔治.伍德教授，以及十位著名法学家、神学家、学界和政界的头面人物。陪审团作出裁定：土耳其在亚美尼亚种族大屠杀中有罪。
三十多年后，罗素法庭的荣耀被伊拉克世界法庭所继承，它针对“新美国世纪计划”、2003年美对伊拉克的侵略、随后在伊拉克发生的事以及三者之间的联系展开了类似的分析。

## 法庭成员
- 伯特兰·罗素（法庭荣誉主席）和平主义运动家、哲学家、数学家
- 让-保罗·萨特（法庭执行主席）哲学家
- Vladimir Dedijer（英语：Vladimir Dedijer）（法庭主席兼庭长）牛津大学法学博士、历史学家
- Wolfgang Abendroth（英语：Wolfgang Abendroth） 法学博士，马堡大学政治科学教授
- 君特·安德斯 作家、哲学家
- Mehmet Ali Aybar（英语：Mehmet Ali Aybar） 国际律师、土耳其议会议员、土耳其工党领袖
- 詹姆斯·鲍德温 美籍非裔小说家、评论家
- 胡利奥·科塔萨尔 （书记员）作家、小说家、评论家
- Lelio Basso（英语：Lelio Basso） 国际律师、意大利国会外事委员会议员、罗马大学教授、意大利社会主义无产者联盟党主席
- 西蒙·德·波娃 作家、哲学家
- 塔里克·阿里 记者、政治运动家
- 拉萨罗·卡德纳斯 原墨西哥总统
- Stokely Carmichael（英语：Stokely Carmichael） 学生反暴力调解委员会主席
- Lawrence Daly（英语：Lawrence Daly） 英国矿工联盟秘书长、社会主义者
- David Dellinger（英语：David Dellinger） 美国和平主义者、第五大道游行委员会主席
- 艾萨克·多伊彻，历史学家
- Haika Grossman（英语：Haika Grossman） 法学家、犹太解放斗士
- Amado V. Hernandez（英语：Amado V. Hernandez） 菲律宾桂冠诗人、民主劳动党主席、菲律宾作家组织代理主席
- Melba Hernandez（英语：Melba Hernandez） 古巴越南团结委员会主席、古巴-越南友谊协会主席
- Mahmud Ali Kasuri（英语：Mahmud Ali Kasuri） 巴基斯坦国会议员、菲律宾最高法院律师
- Sara Lidman（英语：Sara Lidman） 瑞典作家
- 森川金寿（日语：森川金寿） 律师、日本公民自由联盟（人权组织）副主席
- Carl Oglesby（英语：Carl Oglesby） 民主社会学生组织前主席、剧作家、政治评论家
- 坂田昌一 名古屋大学物理学教授
- 洛朗·施瓦茨 巴黎大学数学教授
- 彼得·魏斯 剧作家、记录片导演

## 法庭目标
罗素法庭目标设置如下：
虽然本庭无权强加制裁于他人，我们仍将自己定位为一个法庭，并提出以下问题：
1. 美国政府（以及澳大利亚政府、新西兰政府、南韩政府）承认他们的行为没有违反国际法吗？
2. 美军使用了违反战争法的武器吗?
3. 无辜平民设施是否成为轰炸目标，例如医院、学校、疗养院、水坝？这些行动造成了多大规模的破坏？
4. 越南战俘是否遭到了违背战争法的不人道对待，特别是折磨和致残？是否存在针对平民的报复行动，特别是处决人质？
5. 强制劳动营是否被建立？是否存在大规模驱逐或其他意在人口灭绝的，在法律上可被认为是种族灭绝的行为？

包括越南、柬埔寨、美国在内所有东南亚战争的参与者都被要求出庭作证，这被记录在法庭目标和宗旨的一段摘录中：
本法庭将检验关于每一股势力或党派的所有证据。这些证据可能是口头的，也可能是文件形式的。任何有关我们目的的证据都不会被忽略。南越国家解放阵线越南民主共和国政府已经承诺与我们合作。柬埔寨国家元首西哈努克亲王也同样提供了帮助。我们邀请美国政府提供证据或促进这一进程。我们的宗旨是建构起不带感情色彩的关于此次战争的完整真相。我们衷心希望我们的努力将有助于这个世界的正义、和平的重建和被压迫人民的自由。

## 法庭的结论和判决
此法庭宣称结论如下：
1. 美国政府的行为违反国际法吗？  ——是的（全体通过）
2. 无辜平民设施是否成为轰炸目标，例如医院、学校、疗养院、水坝？这些行动造成了多大规模的破坏？ ——是的（全体通过）我们认定美国政府和军队应对蓄意大规模地向民用目标使用大规模杀伤性武器承担罪责，那些目标包括平民本身、住宅区、村庄、水坝、医疗设施、学校、教堂、沟渠、麻风区、佛塔、历史文化遗迹。同时我们以一票弃权其余全票通过认定，美国应对反复侵犯柬埔寨的主权、中立和领土完整承担罪责，应对针对柬埔寨城镇和村庄内居民的攻击承担罪责。
3. 澳大利亚、新西兰以及南韩政府是否是美国破坏国际法的同谋？——是的（全体通过）此问题同样提出泰国和其他国家政府是否成为了侵略和其他针对越南及其民众的帮凶。本次开庭期间我们无法就此问题得出结论。我们将会在下次开庭在法律上考查此问题并寻找可用于定罪的证据。
4. 泰国政府是否是美国政府对越南侵略罪责的同谋？——是的（全体通过）
5. 菲律宾政府是否是美国政府对越南侵略罪责的同谋？——是的（全体通过）
6. 日本政府是否是美国政府对越南侵略罪责的同谋？——是的（8对3）三名投反对票的法庭成员同意日本政府给予了美国大量协助，但不同意它是美国战争罪行的同谋。
7. 按照国际法的定义，美国政府承认对老挝人民犯下战争罪麻木？——是的（全体通过）
8. 美军使用了违反战争法的武器吗?——是的（全体通过）
9. 战俘是否遭到了美军违背战争法的折磨？——是的（全体通过）
10. 美国军队是否违反战争法，对平民进行了不人道的对待？——是的（全体通过）
11. 美国政府应对针对越南人的种族屠杀负责吗？——是的（全体通过）

一定程度上受马累大屠杀的推动，罗素和平基金会于1969年组建了公民质询委员会（CCI），进行庭审以确认发生在印度支那的战争罪行。这些审判在多个亚洲城市进行，并最终成为了两次国家调查的基础：公民质询委员会发起的“国家老兵质询运动”和由越南反战退伍军人组织发起的冬季士兵调查运动。

## 后继法庭

### 1973年举办于罗马的智利军事政变罗素法庭
这是莱昂.巴索教授创办的拉美罗素第二法庭的一部分，目的是调查针对发生在智利、巴西和阿根廷的侵犯人权事件的指控。1974罗马庭审主要处理针对于智利的奥古斯特.皮诺切特将军主持的军人政务会所犯下侵犯人权暴行的指控以及巴西的局势。罗马罗素法庭的秘书长是林达.比姆比。作家加布里尔·加西亚·马尔克斯、历史学家Vladimir Dedijer和Marcello Ferrada-Noli教授1974年参加了由林达.比姆比主持的罗马罗素法庭系统秘书处，Marcello Ferrada-Noli教授作为前囚徒向公众提供了智利Quiriquina岛战俘营的证词。部分证词于1998年被系统出版。
拉美罗素法庭于1975年在布鲁塞尔，1976年在罗马举行了其他两次庭审。

### 伊拉克罗素法庭
2004年，伊拉克世界法庭的一部分布鲁塞尔法庭作为罗素法庭传统的延续在布鲁塞尔开庭。哲学家Jacques Derrida嘉许地说：“复兴罗素法庭的传统是现代一项具有象征意义的重要的、必要的事。

### 巴勒斯坦罗素法庭
巴勒斯坦罗素法庭（RToP）意在促进和维持在支持巴勒斯坦人权上的行动，将通用国际法作为参考法律框架。

## 延伸阅读
- Against The Crime of Silence: Proceedings of the Russell International War Crimes Tribunal, edited by J. Duffett, O'Hare Books, New York, 1968.
- Radical Son: A Generational Odyssey, by David Horowitz, Free Press, New York, 1997.
- War Crimes in Vietnam, by Bertrand Russell, 1967, see Postscript.
- North Vietnam: A Documentary, by John Gerassi, Allen & Unwin, London, 1968.
- Russelltribunalen. Directed by Staffan Lamm. 2003/2004.
- Crime and Global Justice: The Dynamics of International Punishment, by Daniele Archibugi and Alice Pease, Polity Press, Cambridge, 2018. ISBN 978-1509512621